# يلل
يلل  هي إحدى بلديات ولاية غليزان الجزائرية. يبلغ عدد سكانها 38.101 نسمة حسب إحصاء 2008.

## الجغرافيا

### المناخ
يتميز مناخ يلل بأنه مناخ البحر الأبيض المتوسط المعتدل شتاء والحار صيفا

### الموقع
تتواجد مدينة يلل بمنطقة إستراتيجية حيث تبعد :
- غليزان :22 كم
- مستغانم :36 كم
- وهران : 108 كم
- الجزائر العاصمة :319
- تلمسان :212كم

## تاريخ

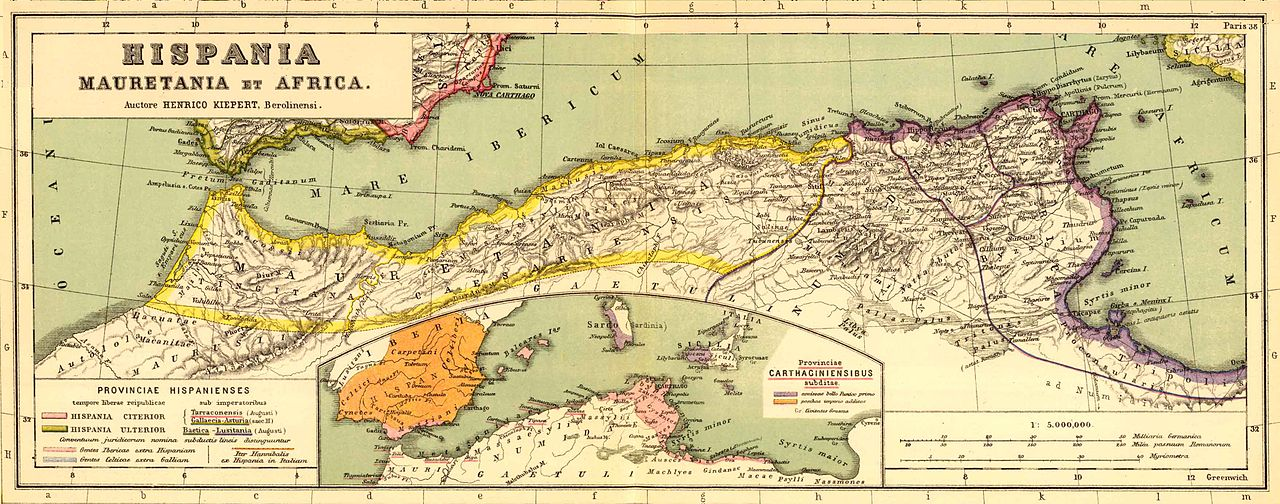
مقاطعات بشمال إفريقيا في العهد الروماني

### تاريخ قديم
حملت مدينة يلل في العهد الروماني إسم بالان بريسيدانيوم وكانت ضمن نطاق مقاطعة مورطانيا القيصرية وعاصمتها "ايول " شرشال حاليا العديد من الوقائع التاريخية منها إندلاع ثورة إيدمون عام 40 م الذي إستطاع إحتلال كل من Cadum castra جديوية و Mina غليزان وBallene Presidanium يلل بمساعدة القبائل المورية ودامت ثورته لغاية عام 44 م

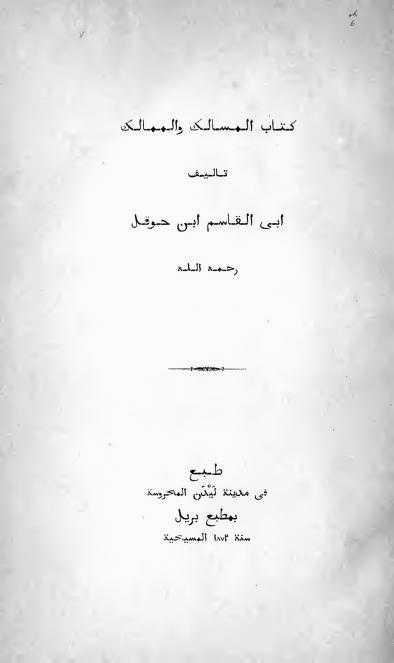
واجهة كتاب المسالك والممالك لابن حوقل

### العهد الإسلامي
جاء ذكر لمدينة إسمها يلل في العديد من المصادر التاريخية المشهورة مثل :
- كتاب صورة الأرض ألفه ابن حوقل في خلال رحلاته في البلدان الإسلامية منذ عام 943 م واستمرت حتى سنة 970 م،[4] [5]

| يلل | ومنها يلل مدينة ذات أنهار وفواكه مرحلة ومن يلل إلى شلف مدينة ذات سور وحصن وشجر ومزارع مرحلة | يلل |

- أما البكري في كتابه المغرب في ذكر بلاد إفريقية والمغرب [6]

| يلل | إلى مدينة يلل، وهي كبيرة آهلة كثيرة الأشجار يسكنها هوّارة، وبها مسجد جامع. | يلل |

- كما وصفها الإدريسي في كتابه الشهير نزهة المشتاق في إختراق الآفاق [7]

| يلل | أسفله الى قرية عين الصفاصف وبها فواكه كثيرة وزروع ونعم دارة مرحلة ومنها إلى مدينة يلل مرحلة ومدينة يلل بها عيون ومياه كثيرة وفواكه وزروع وبلادها جيدة للفلاحة وزروعها نامية ثم الى مدينة غزة وهي مدينة صغيرة القدر فيها سوق مشهورة . | يلل |

و من المرجح أن المدينة أعيد بناؤها في فترة الإستعمار الفرنسي في 1859م

## الإدارة

### المرحلة الإستعمارية[8]
- مركز سكاني تم إنشاؤه بموجب مرسوم صادر في 08 يناير 1859 ،
- تم توسيعه في عام 1880.
- تم ترقيتها كبلدية كاملة الصلاحيات بموجب مرسوم صادر في 29 سبتمبر 1885.
- تم ضم البلدة إلى دائرة غليزان عمالة مستغانم عام 1956.

### بعد الإستقلال
بعد إستقلال الجزائر أصبحت يلل بلدية تابعة لدائرة غليزان ولاية مستغانم وما إن إرتقت غليزان لولاية عام 1984 أصبحت دائرة

## المواصلات
- محطة السكك الحديدية
- محطة الحافلات
- الطريق الوطني رقم 04
- الطريق السيار شرق - غرب

## التجمعات السكنية
تضم يلل العديد من الأحياء والدواوير أهمهما :

### الدواوير[9]
- أولاد الصافي

- سيدي ويس

- الحجايجية 1

- الحجايجية 2

- الدوايدية

- العمايرية

- البرارمة

- عجانة

- الغواليز

- عبايدية 1

- عبايدية 2

- أولاد الجيلالي

- الغواليس

- البوعشية

- الفكارنية

- السكارنية

- الهوادرية

- الخرارب
- البوازيد
- أولاد علي 1
- أولاد علي 2
- الماطلية 1
- الماطلية 2
- أولاد حميد
- أولاد غيلس

●الحمايدية

## التعليم
- ثانوية الأخوين حيدرة
- ثانوية الاخوين عدة بن عامر
- مركز التكوين المهني والتمهين عبد القادر براهيمي[10]

## مساجد
- مسجد عثمان بن عفان

## رياضة
- الفريق الرياضي لكرة القدم كوكب يلل

## أعلام
- الشارف بخيرة[11]

## وصلة خارجية
- بلديـة يلل